# Донская, Юлиана Александровна
Юлиана Александровна Донская (род. 12 февраля 1974, Таганрог) — российский композитор, член Союза композиторов России (Московская область).

## Биография

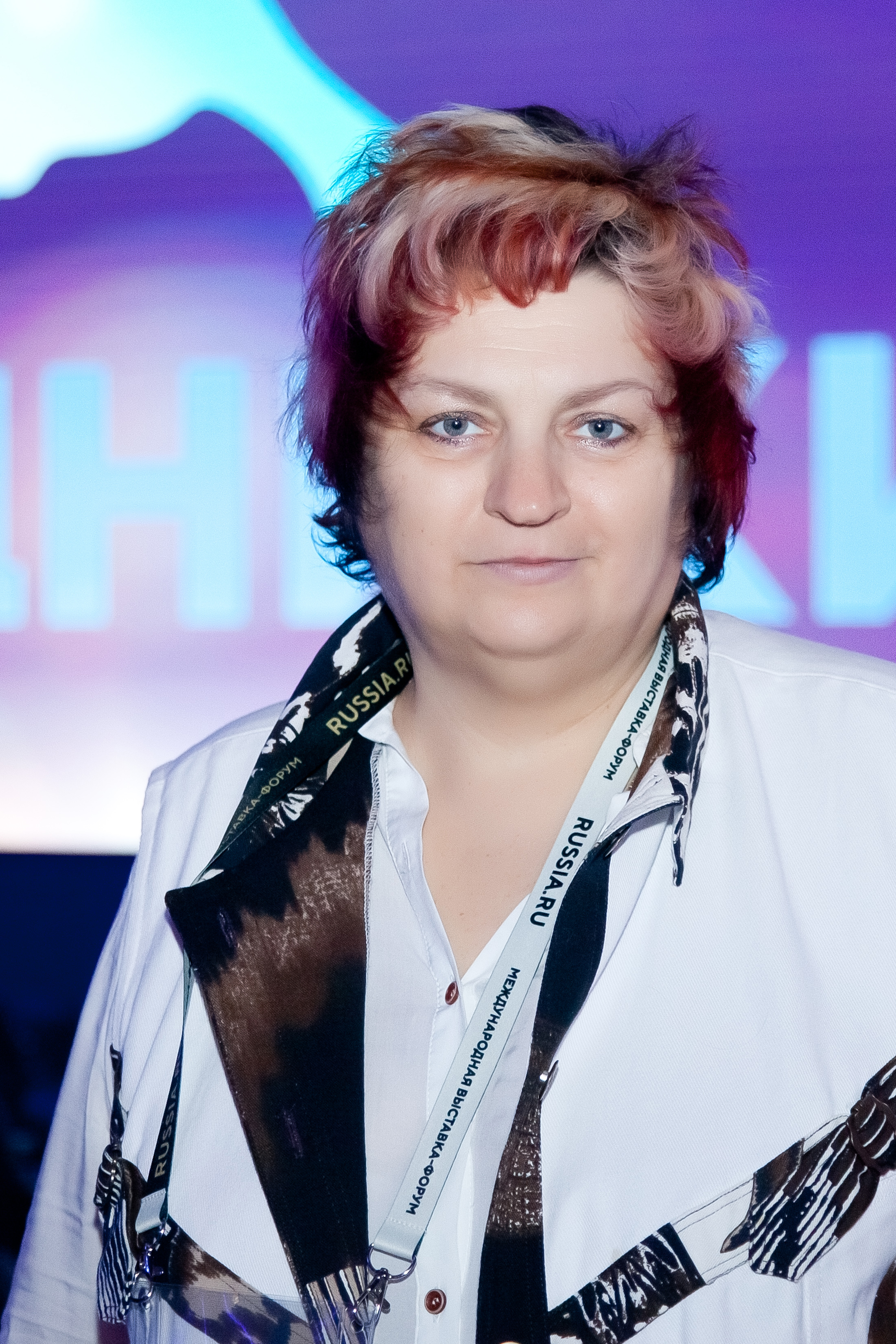
Донская Юлиана

Юлиана Донская родилась 12 февраля 1974 года в музыкальной семье в небольшом приморском городе — Таганроге. С детства училась музыке, начала подбирать популярные песни, а вскоре и сама стала писать свою собственную музыку — фортепианные пьесы и песни.
В 1989 году Юлиана поступила в Таганрогское музыкальное училище, где обучалась по классу фортепиано и закончила его с красным дипломом.
В 1993 году Донская переехала в Москву. Здесь она продолжила своё обучение, поступив на Историко-Теоретико-Композиторский факультет Российской Академии музыки им. Гнесиных (дипломная работа была посвящена творчеству замечательного советского джазмена Олега Лундстрема).
В 14 лет Юлиана Донская стала участницей группы «Леди», в то время весьма популярной среди таганрогской молодежи. Одновременно Юлиана была и клавишницей, и автором многих песен этой группы.
По приезде в 1993 году в Москву, состоялось первое знакомство Юлианы с московскими исполнителями. Ими стали участники популярной тогда группы «Мона Лиза».

«До сих пор помню то волнение, с которым играла для них свои песни, ведь это было первое мое знакомство с московским шоу-бизнесом…»

Знакомство оказалось плодотворным: репертуар музыкантов обогатился сразу несколькими песнями на музыку Юлианы.
А далее последовала череда ярких встреч и значимых творческих успехов: Сотрудничество с Ириной Шведовой, работа с Виктором Салтыковым и появление песни «Летняя ночь» для его альбома «Шаг за шагом» 1999 год.

Первой поэтессой, ставшей соавтором многих песен, Юлианы -
«…Живой и настоящей, а не автором стихов из журнала „Огонёк“ и маленьких сборников стихов, на которые я писала музыку до этого…» — 
стала Ольга Куланина. Именно с ней в 2000 году Юлиана впервые появляется на съёмках Песни года: их песню «Надо жить» исполнил Александр Малинин. Впоследствии, певец исполнил 8 песен Ольги и Юлианы (на 3 из них сняты клипы).
В 2001 году вышел в свет альбом Ирины Аллегровой, название которому дала песня «Все сначала» (слова Ю. Старостиной).
2002 год был также щедр для Юлианы на успехи и новые сотрудничества: в конкурсе «Песня года» в исполнении Ирины Аллегровой прозвучала песня «Долюби любовь» на слова С.Соколкина (Сейчас в репертуаре Ирины уже много песен Юлианы Донской). В том же конкурсе участвовала песня «Я скучаю по тебе» в исполнении Ирины Салтыковой (также на слова С.Соколкина). За неё Юлиана Донская получила диплом лауреата конкурса «Песня года-2002».
В 2003 году не вышла, а, буквально, ворвалась в эфиры музыкальных теле- и радиоканалов песня «Помада» в исполнении Лолиты (на слова Сверланы Карабановой). И сама песня, и клип, снятый на неё, потрясли очень многих искушенных зрителей своей яркостью и неоднозначностью образов. Клип активно обсуждался в прессе, а сами авторы песни получили весь спектр зрительских эмоций: от негодования до восторга. В дальнейшем Лолита взяла в свой репертуар ещё 4 песни Юлианы. Самые известные из которых "И сказал ты «Свет» на слова Евгения Муравьева и «Иди и смотри» на слова Елены Кипер.
В 2005 году за песню «Дотронься» в исполнении «фабрикантки» Ксюши Лариной (слова Ларисы Рубальской) Юлиана получает Диплом от канала ОРТ в телефестивале «Новые песни о главном» и «Золотой Граммофон». По прошествии многих лет, эта песня вновь обрела жизнь в исполнении новых певиц: Анастасии Макеевой, Аглаи Шиловской, Веры Алдониной.
В сотрудничестве с Александром Песковым записана финальная песня его концерта «Так помни ты меня», прозвучавшая в Государственном Концертном зале «Россия» и записана вторая песня «Будут ветры» (слова О.Куланиной).
2006 год начинает плеяду ярких работ композитора в кино: музыка и песни к фильму «Будем на ты» (интересно, что у фильма изначально было название «Мужчины могут всё», но финальная песня на слова С.Карабановой «Будем на ты» так понравилась продюсеру Ангелине Павличенко, что название фильма решено было изменить), песня к сериалу «Обреченная стать звездой» «Разные птицы» (признана зрительским голосованием лучшей песней этого большого музыкального сериала).
Сотрудничество с группой «Икс-миссия» («Случайный гость» — ст. О. Куланиной).
В 2007 году выходит первый авторский СD-диск Юлианы «Дотронься теплыми ладонями» (Фирма «Мелодия»).
И в этом же году совместные работы с Аленой Апиной четыре песни Юлии Донской появились в её репертуаре, две из них вошли в новый альбом певицы «Самолет до Москвы» — «Подари мне этот вечер» на слова Светланы Карабановой и «Колыбельная» на слова Стаса Южакова.
В 2008 году Юлиана становится членом Союза композиторов России (по рекомендации Оскара Фельцмана). В этом же году выход сольного MP3 альбома Юлианы Донской в составе альбома «Шансон с женским лицом», а далее в 2011 CD-диск «До Москвы», выпущенный лейблами ISM/SRR стал заявкой Юлианы Донской, как поющего композитора.
2010 год снова подарил Юлиане Премию «Золотой Граммофон», но на этот раз — из рук Филлипа Киркорова: певец отдал свою награду композитору своего хита, песни «Струны» на слова Якова Кирсанова.
За хит «Струны» в 2011 году Юлиана удостоена Премии Муз ТВ за лучший саундтрек года.
В том же 2011 году Донская становится Лауреатом третьей премии в Пятом Всероссийском конкурсе композиторов имени Андрея Петрова, престижном композиторском конкурсе, проходящем в Санкт-Петербурге.
2013 год певица Натали записала песню «Гости» (слова Ю.Старостиной).
В 2014 году новой вехой на творческом пути Юлианы стал выход в свет её авторской книги «Сто советов как написать песню» издательства «Феникс», книга до сих пор получает много откликов в интернете.
С этого года очевиден новый вектор творчества композитора — переход на «большие формы»: Юлиана заявляет о себе, как автор мюзиклов!
И уже в 2017 году Донская получает Всероссийскую театральную премию «Золотой грифон» за мюзикл «Бал для Золушки» — (дирижер Эльмира Мухтерем, Государственный академический музыкальный театр Республики Крым). С тех пор в творческом багаже Юлианы появились ещё пять мюзиклов: «Приключения принца Флоризеля», «Маленькая принцесса», «Аленький цветочек», «Тайна стоптанных башмачков» и «Моя бабушка Баба Яга», ставшие настоящим украшением театральных подмостков.
Также в 2017 году Юлиана становится лауреатом второй премии в Одинадцатом Всероссийском конкурсе композиторов имени Андрея Петрова
В 2018 году — Лауреатом II степени первого открытого конкурса эстрадной песни и романса имени В. П. Соловьёва — Седого и Лауреатом конкурса «Романс XXI век» (тк Культура) за песню «Лилии» в исполнении Дмитрия Ермака и Ольги Беляевой
Тот же 2018 год приносит композитору Премию «Шансон года» за песню «Снова снег» в исполнении Елены Воробей (слова Юлии Старостиной).
Конечно, не могла не проявиться в творчестве Юлианы её гражданская позиция. В 2020 году выходит Антология современной патриотической и военной песни России «Работайте, братья!», в состав которой включена песня Юлианы в соавторстве с С.Карабановой «Туман».
В грозном 2022 совместно с Светланой Карабановой Юлиана пишет песню «Огромное сердце огромной страны», начавшую буквально победное шествие по регионам России и за рубежом в исполнении различных коллективов и вокалистов (от профессионалов до простых людей), получившую в 2023 году Приз зрительских симпатий во Всероссийском конкурсе «Песни нашего полка», вошедшую в финал первого сезона Всероссийского конкурса новой Российской песни «Родники» и исполненную 23.02.2025 на Первом канале Ольгой Кормухиной на праздничном концерте, посвящённом Дню Защитника Отечества.
Огромный опыт Юлиана с успехом передаёт, разработав авторскую программу преподавания Основы композиции и аранжировки, битмейкинг и саунд-дизайн в Детском музыкальном театре «Домисолька», а также в своей авторской онлайн-школе.
Юлиана в разные годы являлась членом жюри многих международных конкурсов: Конкурса имени Кальмана в Венгрии, «Вятская карусель», «Дети солнца» (Болгария), «Золотое сечение», «Я пою», конкурсы Альянса талантов,Grand Voice, Российская премьера, «Мы вместе». Награждена медалью «За заслуги перед отечественной культурой»
2023 год Эксперт Национального проекта патриотической песни под руководством Олега Газманова «Родники».

## Творчество

### Известные песни
«Струны души», «Алла» (Ф. Киркоров), «Помада», «Иди и смотри» (Лолита), «Дотронься» (К. Ларина), «Разные птицы» (Т. Дольникова) из ТВ-сериала «Обреченная стать звездой», «За туман» (М. Хлебникова), «Скрипач» (И. Аллегрова), «Корабли» (В. Леонтьев), «Там»(С.Михайлов), «Я скучаю по тебе» (И.Салтыкова), «Надо жить», «Христос Воскрес», «Рождественская Русь» (А.Малинин), «Сон мой золотой» (Иванна), «Ангелы» (А. Дали-Грааль), «День пройдет» (К.Орбакайте), «Армения»

### Клипы
«Струны души» (Ф. Киркоров), «Помада», «Иди и смотри» (Лолита), «За Туман» (М. Хлебникова), «Я скучаю по тебе» (И. Салтыкова), «Надо жить», «Христос Воскрес», «Рождественская Русь» (А.Малинин), «Сон мой золотой» (Иванна), «Ангелы» (А. Дали-Грааль), «Ангелы» (А. Дали-Грааль), «День пройдет» (К.Орбакайте), «Армения»

### Мюзиклы

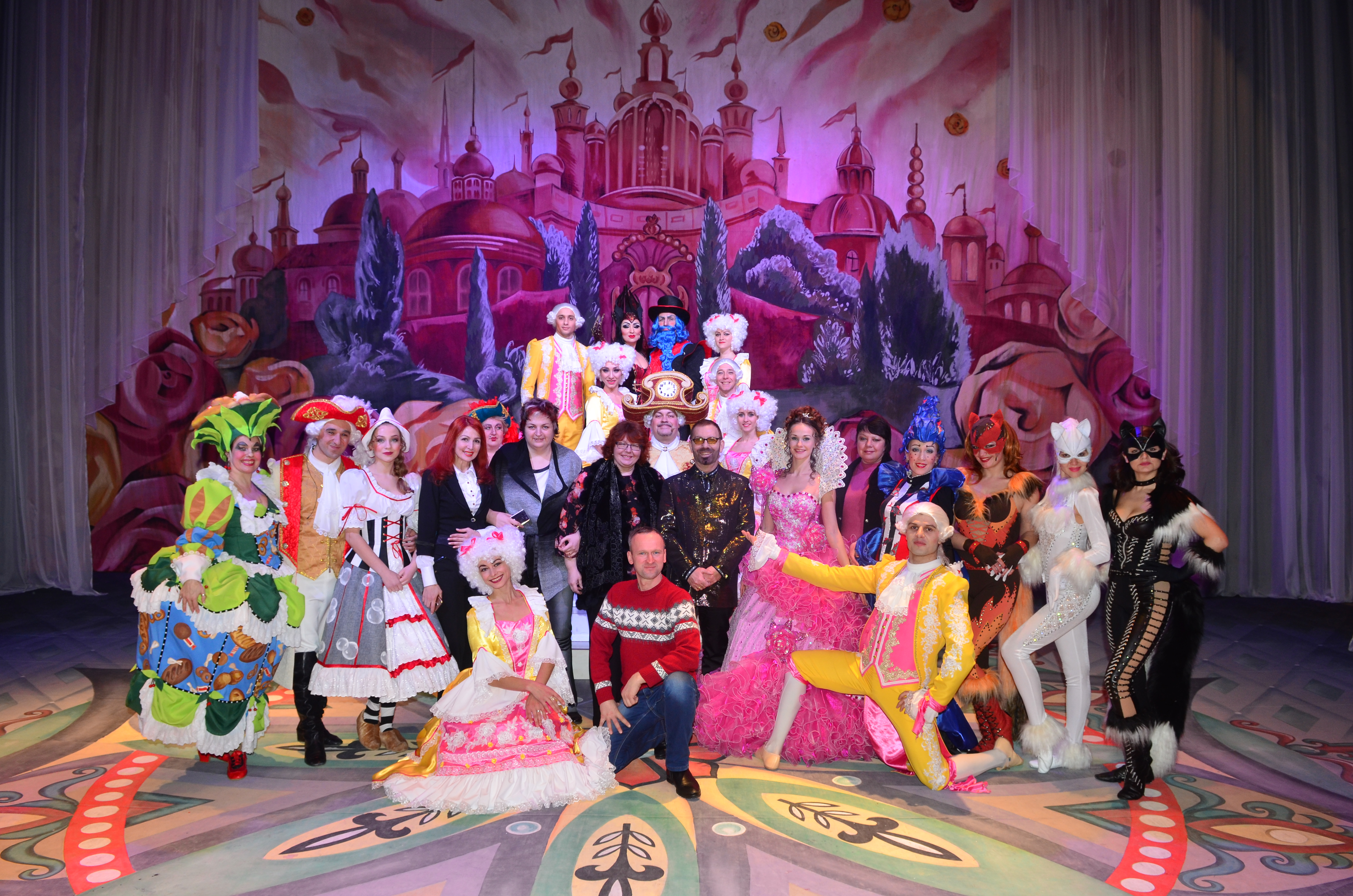
Мюзикл «Бал для Золушки»

«На балу у Золушки». Либретто Ольги Виор. Тексты песен Ольги Виор и Юрия Баладжарова.
- 2016 г. Премьера.Академический музыкальный театр Республики Крым.

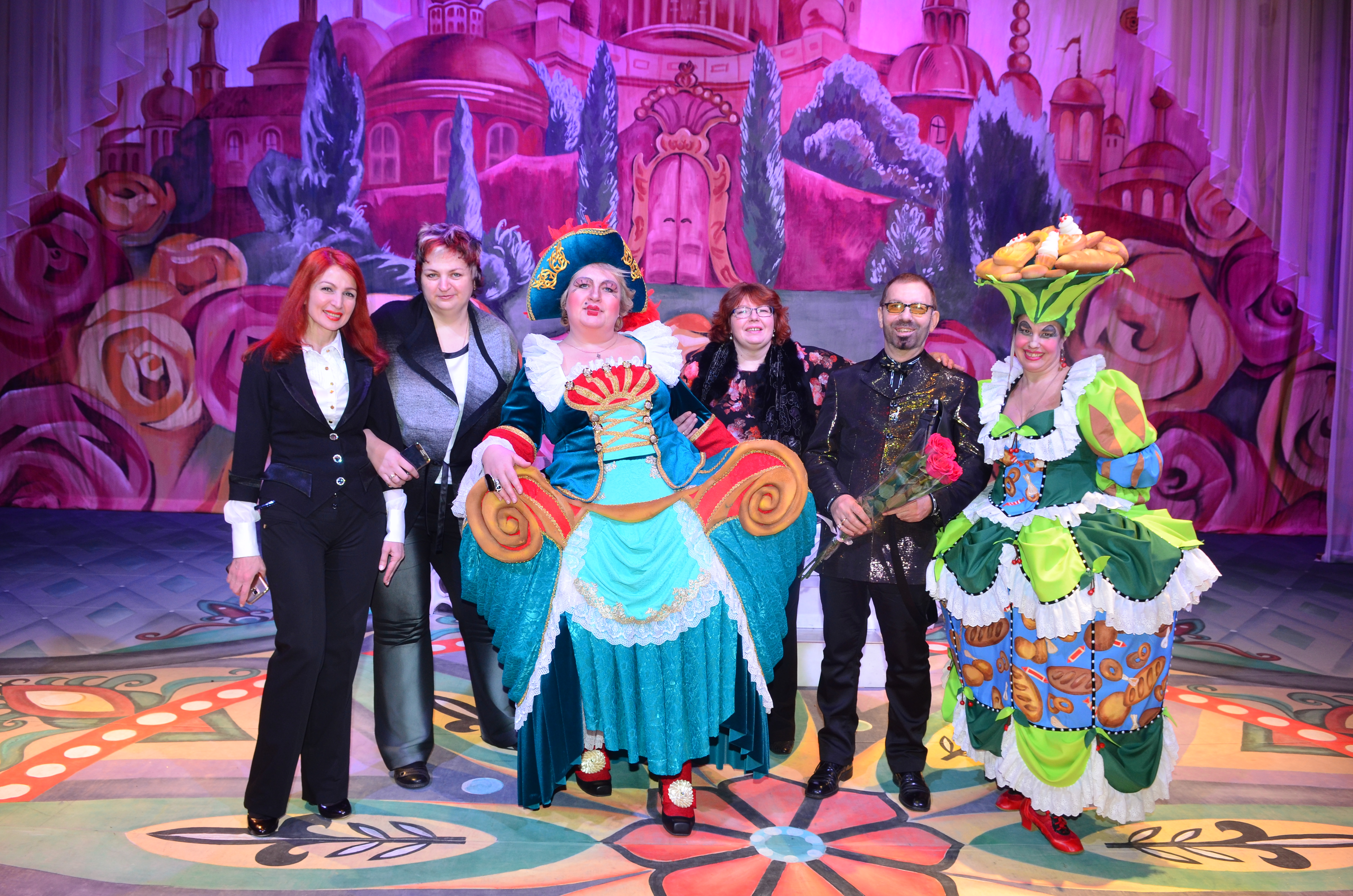
Мюзикл «Бал для Золушки»

«Аленький цветочек». Либретто и тексты песен Наталья Кузьминых.
- 2017 г. Премьера. Северо-Кавказская Государственная Филармония им. В. И. Сафонова, г. Кисловодск.
- 2018 г. Премьера. Армавирский театр драмы и комедии.
- 2018 г. Премьера. Ивановский музыкальный театр.

- 2018 г. Премьера. Марийский театр юного зрителя.
- 2018 г. Премьера. г. Калиниград.
- 2019 г. Премьера. Кумыкский музыкальный театр Дагестан, г. Махачкала.
- 2021 г. Премьера. Царицынская опера, г. Волгоград.

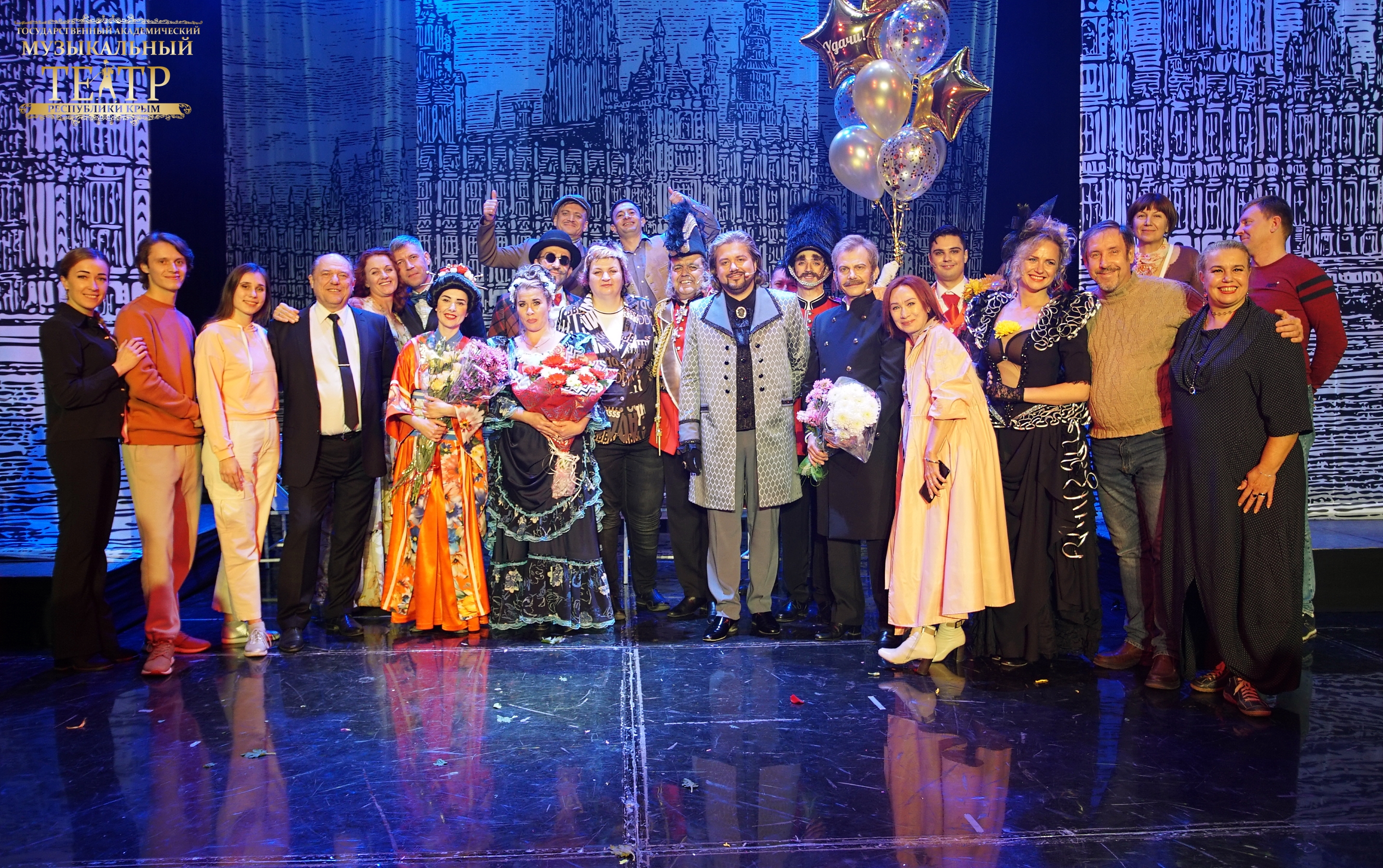
Мюзикл «Флоризель»

Сто советов как написать песню

«Приключения принца Флоризеля». Либретто и тексты песен Евгений Муравьев.
- 2021 г. Премьера. Академический музыкальный театр Республики Крым.
- 2021 г. Премьера. Северный драматический театр им. М. А. Ульянова, г. Тара

«Тайна стоптанных башмачков» Либретто и тексты песен Наталья Кузьминых.
- 2021 г. Премьера. Саратовская оперетта.
- 2021 г. Премьера. Новомосковский театр драмы.
- 2022 г. Премьера. Драматический театр Восточного военного округа.
- 2022 г. Премьера. Камышинский драматический театр.

«Моя бабушка Баба Яга». Либретто Ильи Губина, тексты песен Ольги Виор.
- 2023 г. Премьера. Драматический театр Восточного военного округа.
- 2024 г. Премьера. Серпуховский Муниципальный театре Зазеркалье.

### Дискография
- 2007 г. Авторский диск «Дотронься теплыми ладонями»
- 2008 г. Диск «Шансон с женским лицом»
- 2011 г. Сольный альбом «До Москвы».

### Музыка к сериалам и кинофильмам
«Обреченная стать звездой», «Девочка с севера», «Будем на ты», «Казаки-разбойники», «Ванечка», «Любовь в большом городе 2», «Немного не в себе»

### Творческие вечера
- Творческий вечер в бард-клубе «Альма-Матер» (г. Москва)
- Творческий вечер в г. Таганрог
- Фрагмент телепередачи «К нам приехал» ТК «Ля-минор» Архивная копия от 5 августа 2012 на Wayback Machine
- Видеопопури из песен Ю. Донской

### Книги
Учебное пособие «Сто советов как написать песню»

## Сотрудничество с поэтами
- Л. Рубальская, Р. Казакова, Е. Муравьёв, О. Куланина, Ю. Старостина, С. Алиханов, С. Соколкин, С. Карабанова, Ю. Баладжаров, О. Виор, Е. Кипер, В. Пеленягре, С. Сашин, В. Сергеева, Т. Белянчикова (Кузнецова), Д. Мигдал, Е. Плотникова, С. Каргашин, Н. Касимцева, Д. Островский, Я. Кирсанов, В. Холодок, В. Конкина, И. Сидоренко, Л. Фомина

## Исполнители
- В.Леонтьев «Корабли» (слова Ю.Старостиной)
- Н.Басков «Тогда когда» (слова Е. Муравьева), «Мир вертится» (слова Ю.Старостиной)
- К. Ларина, А. Макеева «Дотронься»
- Лолита «Помада» (слова Светланы Карабановой), «Свет-И сказал ты» (слова Е.Муравьева), «Иди и смотри» (слова Е.Кипер)
- А.Цой «Задумчивый ангел»
- Т.Гвердцители и Д. Дюжев «Две волны» (слова О.Куланиной), «Белый замок» (слова С.Карабановой)
- И.Салтыкова «Я скучаю по тебе», «Без тебя» (слова С.Соколкина)
- М.Хлебникова «За туман» (слова О.Куланиной)
- И.Аллегрова «Скрипач» (слова Ольги Куланиной), «Долюби любовь» (слова С.Соколкина), «Все сначала» (слова Ю.Старостиной), «Папа» (слова С.Соколкина), «Маэстро первых поцелуев» (слова С.Соколкина)
- А.Малинин «Надо жить», «По Неглинной», «Рождественская Русь», «Христос воскрес», «Обмани», «Костер на берегу», «С вишен моих лепестки», «Снежный вальс» (слова О.Куланиной)
- А.Панайотов «Не исчезай, огонь» (слова С.Карабановой)
- К.Орбакайте «День пройдет» (слова Д.Островского)
- Е.Кунгуров" Жены космоса«, „Музыка“ (слова В.Сергеевой)
- С.Зыков „Огромное сердце огромной страны“ (слова С.Карабановой)
- О.Кормухина „Огромное сердце огромной страны“ (слова С.Карабановой)
- Д.Диковски песня „Армения“ (слова О.Куланиной)
- С.Джанни „За кулисами счастья“ (слова Ю.Старостиной), „Пьеро“ (слова Е.Муравьева)
- А. Апина „Колыбельная“ (слова С.Южакова), „Подари мне“ (слова С.Карабановой), „Треугольники любви“ (слова О.Куланиной), „Московская девочка- осень“ (слова О.Куланиной) „Натали“, „Гости“ (слова Ю.Старостиной)
- С.Пенкин „В другую весну“ (слова Ю.Старостиной)
- А.Песков „Будут ветры“,» Так помни ты меня и жди" (слова О.Куланиной)
- П. Шаляпин «Корабли»
- В.Салтыков «В летнюю ночь»
- Е.Хмель «Папа»
- А.Чумаков, Зара, Д. Харатьян, Е. Ривас, А.Айвазов, Варда, А.Бест, Сона, М.Бабаян «Армения»(слова О.Куланиной)

## Награды
- 2002 г. Лауреат фестиваля «Песня года». Песня «Я скучаю по тебе», исполнитель И. Салтыкова. Песня «Долюби любовь», исполнитель И. Аллегрова
- 2005 г. Лауреат фестиваля «Новые песни о главном».
- 2010 г. Лауреат ТВ-фестиваля «Золотой Граммофон». Песня «Струны души», исполнитель Ф. Киркоров.
- 2011 г. Премия МузТв-2011 за лучший саундтрек года. Песня «Струны души», исполнитель Ф. Киркоров.
- 2011 г. Премия Ru-TV за лучший саундтрек года. Песня «Струны души», исполнитель Ф. Киркоров.
- 2017 г. Всероссийская театральная премия «Золотой грифон». Мюзикл "Бал для Золушки.
- 2017 г. Лауреат II премии в пятом Всероссийском конкурсе композиторов имени Андрея Петрова.
- 2018 г. Лауреат II степени первого открытого конкурса эстрадной песни и романса имени В. П. Соловьёва-Седого.
- 2018 г. Премия «Шансон года». Песня «Снова снег» исполнитель Е. Воробей.
- 2018 г. Лауреат конкурса «Романс XXI век» (телеканал Культура). Песня «Лилии» исполнитель Дмитрий Ермак и Ольга Беляева.
- 2023 г. Приз зрительских симпатий во Всероссийском конкурсе «Песни нашего полка». Песня «Огромное сердце огромной страны».
- 2024 г. Финалист Всероссийского конкурса «Мы верим твердо в героев спорта» с песней «Великая спортивная страна» (слова Ю.Старостиной)